# New Alexandria (Pensilvania)
New Alexandria es un borough ubicado en el condado de Westmoreland en el estado estadounidense de Pensilvania. En el año 2000 tenía una población de 595 habitantes y una densidad poblacional de 271.9 personas por km².

## Geografía
New Alexandria se encuentra ubicado en las coordenadas 40°23′50″N 79°42′11″O / 40.39722, -79.70306.

## Demografía
Según la Oficina del Censo en 2000 los ingresos medios por hogar en la localidad eran de $37,656 y los ingresos medios por familia eran $41,477. Los hombres tenían unos ingresos medios de $35,625 frente a los $26,250 para las mujeres. La renta per cápita para la localidad era de $17,893. Alrededor del 4.4% de la población estaba por debajo del umbral de pobreza.